# (24289) Anthonypalma
(24289) Anthonypalma est un astéroïde de la ceinture principale d'astéroïdes.

## Description
(24289) Anthonypalma est un astéroïde de la ceinture principale d'astéroïdes. Il fut découvert le 12 décembre 1999 à Socorro (Nouveau-Mexique) par le projet LINEAR. Il présente une orbite caractérisée par un demi-grand axe de 2,44 UA, une excentricité de 0,12 et une inclinaison de 5,1° par rapport à l'écliptique.

## Compléments